# Carditochama
Carditochama is een geslacht van tweekleppigen uit de familie Chamidae.

## Soorten
De volgende soorten zijn bij het geslacht ingedeeld:
- Carditochama mindoroensis (Matsukuma, 1996)